# 行軍
行軍是指軍隊沿指定路线，進行有组织的移动，前往指定的地點。

非洲葛摩的軍隊行軍

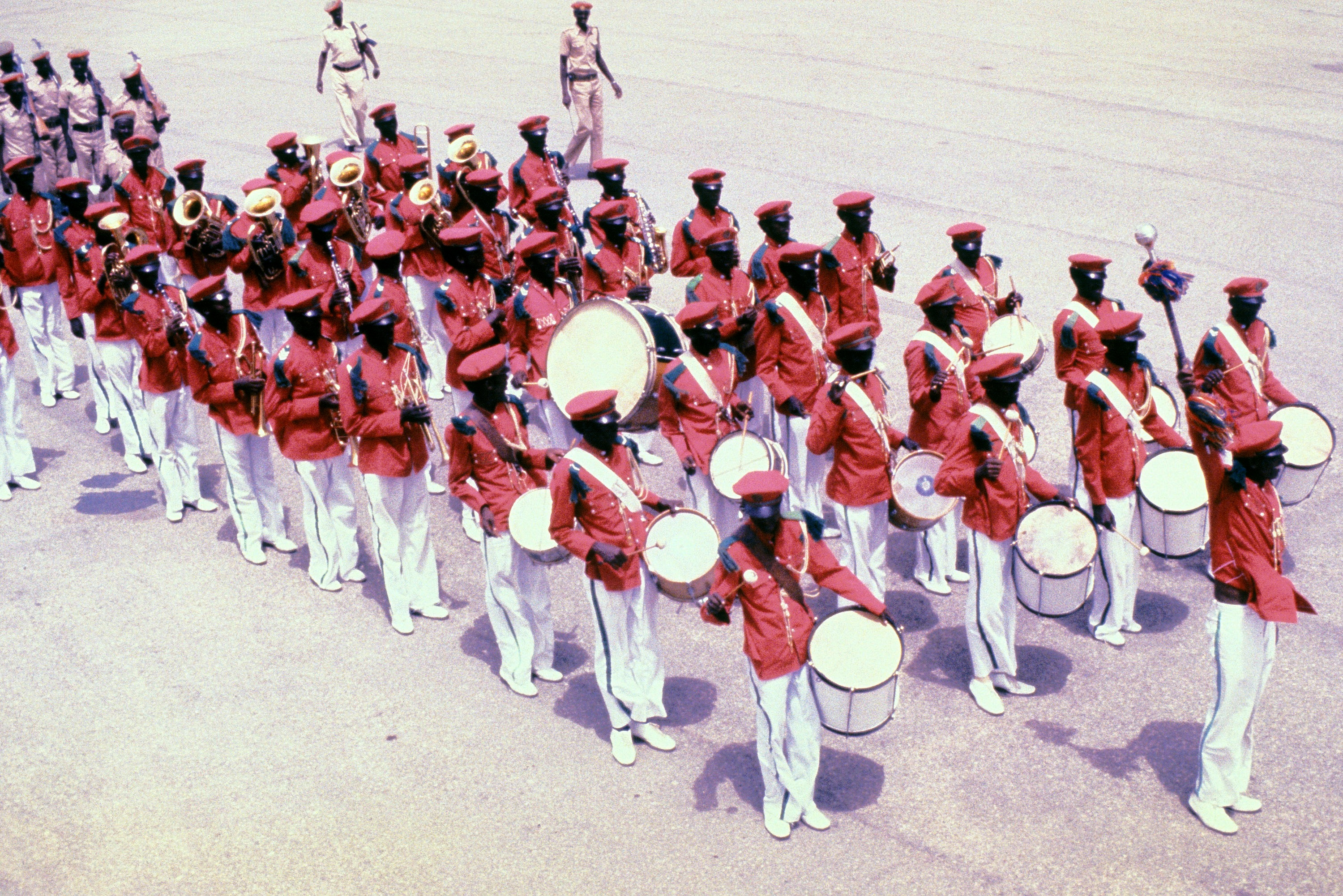
索馬利亞軍隊伴有軍樂隊的行軍

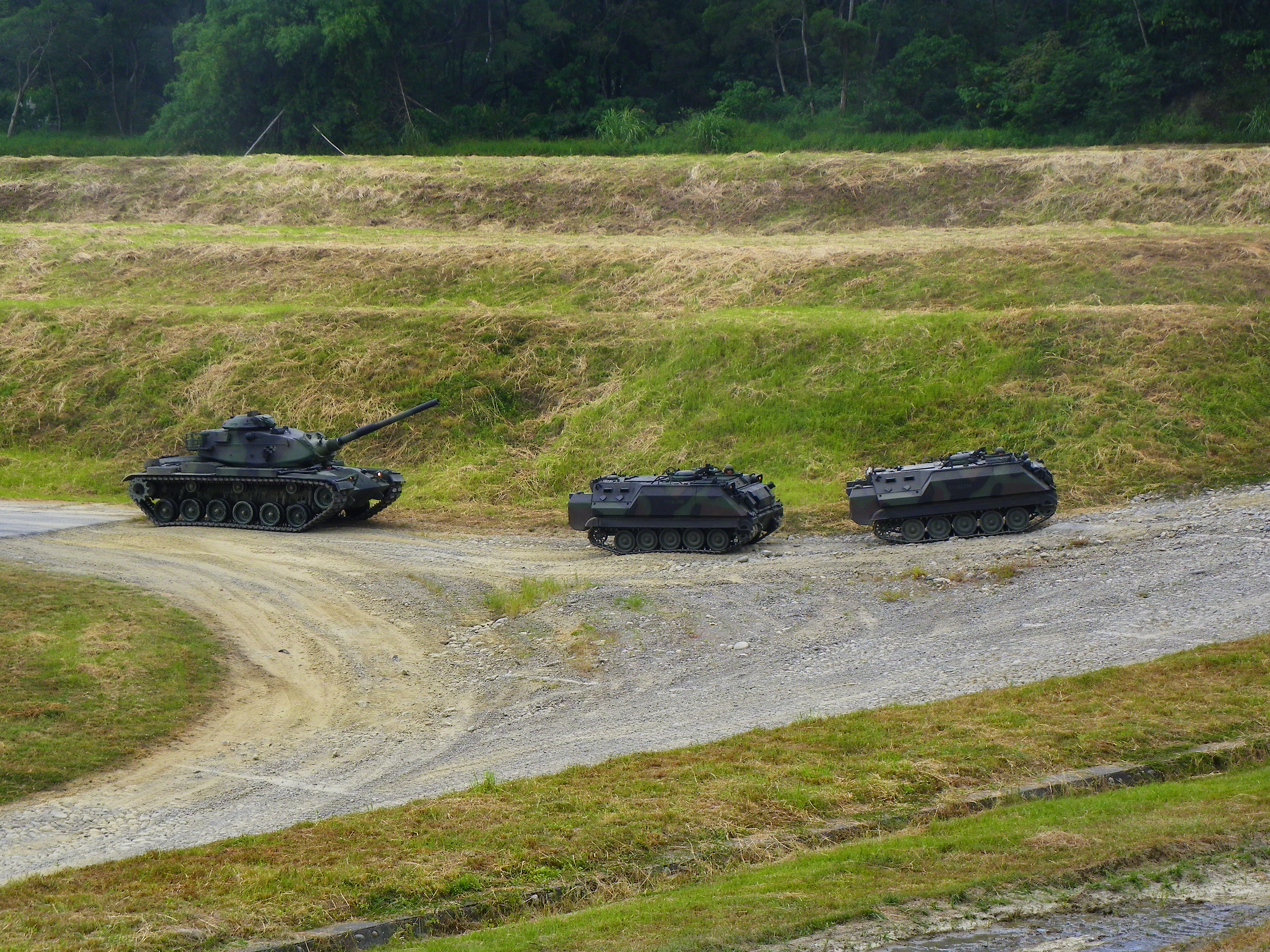
裝甲車輛小隊行軍

行军的方式，有徒步行军、乘车行军或是两者结合的行军，徒步行军时速为4～5公里，一日可行軍25～35公里。行军的强度，還可分為常行军、急行軍、强行军。
也有行軍是針對押解戰俘，期間還會虐俘。如二戰時，日軍押解菲律賓的戰俘時，曾虐待致死萬餘人，史稱巴丹死亡行軍。
另外，北韓當局稱1990年代發生的糧荒為「苦難行軍」。（韓語：고난의 행군、朝鮮漢字：苦難의 行軍）

## 历史上著名的长途行军
- 公元263年，曹魏将领邓艾从沓中（今甘肃陇南）出发，偷度阴平小道，翻过2300米的摩天岭突袭涪城（今四川江油）、绵竹，胜利后直扑成都灭亡蜀汉。历时1个月，行程约260公里。
- 唐天宝六年（公元747年），唐将高仙芝率领一万余唐军兵分三路，徒步跋涉渡过婆勒川（今瓦罕走廊），一举攻下驻有千余吐蕃官兵的连云堡（在今阿富汗境内）。又从连云堡出发，冒险翻越兴都库什山脉海拔4688米的坦驹岭山口，打败了亲近吐蕃的小勃律国（在今克什米尔境内）。历时60多日，行程约400公里。
- 唐朝李愬雪夜入蔡州，一日夜强行军130里左右。
- 黄巢之乱中，黄巢军队在越州(今浙江绍兴)遭到镇海节度使高骈部将张璘、梁缵的阻击，乃转由浙江仙居南进，开山路七百里进入福建，攻克福州。黄巢军所开山路在此后历代一直沿用，成为从浙江进入福建的便捷通道之一，直到中华人民共和国在20世纪50年代在此修建现代公路。
- 清康熙五十五年（1716年）十月，准噶尔汗国将领大策零敦多布从伊犁（在今新疆北部）出发，绕过塔克拉玛干沙漠，翻越海拔4000多米的天山和海拔6000多米的昆仑山，经过十个月的艰苦跋涉，于翌年七月进入西藏境内，突袭并杀死统治西藏的拉藏汗，夺取了西藏的控制权。
- 迦太基将领汉尼拔于公元前218年率军从伊比利亚半岛出发，翻越海拔2000多米的比利牛斯山脉和3000多米的阿尔卑斯山脉，历时5个月进入亚平宁半岛，行程约2000公里。
- 法國元帥蒂雷納子爵於公元1674年率法軍穿過孚日山脉突襲敵軍，是歷史上最著名的冬季機動戰。
- 俄国元帅苏沃洛夫于公元1799年率俄军自意大利北部进军瑞士，翻越阿尔卑斯山脉，历时28天。
- 拿破仑于公元1800年5月穿过阿尔卑斯山脉海拔为2469米和2188米的大、小聖伯納德山口，突袭奥地利军队后方，历时半个月。
- 南美解放者圣马丁于公元1817年1月率领远征军翻越3600米的安第斯山隘，历时21天，击败智利境内的西班牙殖民军。
- 中華民國國軍素以行軍速度聞名，張自忠將軍部曾以一日急行軍169公里，奔赴台兒莊。
- 中國人民解放军素以行軍速度聞名[1]，例如國共內戰1949年10月林彪反革命集团主犯黄永胜的六纵與廖耀湘兵团對決時，黄部从彰武以北出发，一天两夜强行军125公里，于25日进至北宁线姚家窝棚和厉家窝棚，26日凌晨3时開始對新3军发起袭击[2]。但解放軍有時也難以承受強行軍之苦，“中暑、打擺子（疟疾）、生疥瘡、爛襠、夜盲……這些情況非常多，有的部隊的非戰鬥減員竟有一半之多。這種殘酷有時比戰爭本身還可怕，有的戰士不怕戰死，但受不了水土不服之苦。”“在一次強行軍中，有一個戰士用盡最後的力氣衝出隊列，拉響手榴彈結束了自己的生命，他實在受不了這種痛苦了。”[3]林彪本人說過：“不要怕疲勞而累死人，因為疲勞而累死人總比慢了而受傷損失小得多。”[4]南方盛夏炎熱而多雨的季節，“酷暑、饑餓、疾病、疲勞，輪番襲擊著四野的追擊大軍，傷病日多，非戰鬥減員直線上升，戰士體質急劇下降。據統計，一般連隊發病率佔四分之一，嚴重的連隊佔四分之三。”[5]特別是北方軍人多不習江南水土，四野东北野战军經常要冒雨行軍，饥寒困顿，故在渡江之後更多的战员在行军中病亡。四野肖劲光曾在青树坪战役失利后表示：“以49军为例，6月底从湖北天门一带出发南下以后，在两个多月中，病员多达1.3万多名，其中死亡130多人，转院治疗的有2700余人。部队马匹也大量死亡，仅该军的147师就死了200多匹马。在这种情况下，部队是无法继续投入战斗的。”